# Krionerida
Krionerida (grec Κρυονερίδα, normalment transliterat Kryonerida) és antic un municipi a l'interior de l'illa grega de Creta, al peu de les Lefka Ori (Muntanyes Blanques), a la prefectura de Khanià. La capital del municipi és el poble de Vrisses (Vryses). La població és d'uns 2 mil habitants.